# Sensei
Sensei (先生), est un terme japonais désignant « celui qui était là avant moi, qui est garant du savoir et de l'expérience d'une technique ou d'un savoir-faire », ou de manière plus condensée un maître qui donne son enseignement à un élève. Il est utilisé après le nom de la personne pour s'adresser à un professeur, enseignant, médecin... ou un artiste reconnu. 
La traduction française courante du terme est « maître ». Par exemple, le cinéaste Kurosawa sensei se traduirait par « maître Kurosawa ».
En Occident, le terme sensei fait aussi référence à un enseignant du bouddhisme zen ou du budo.

## Étymologie

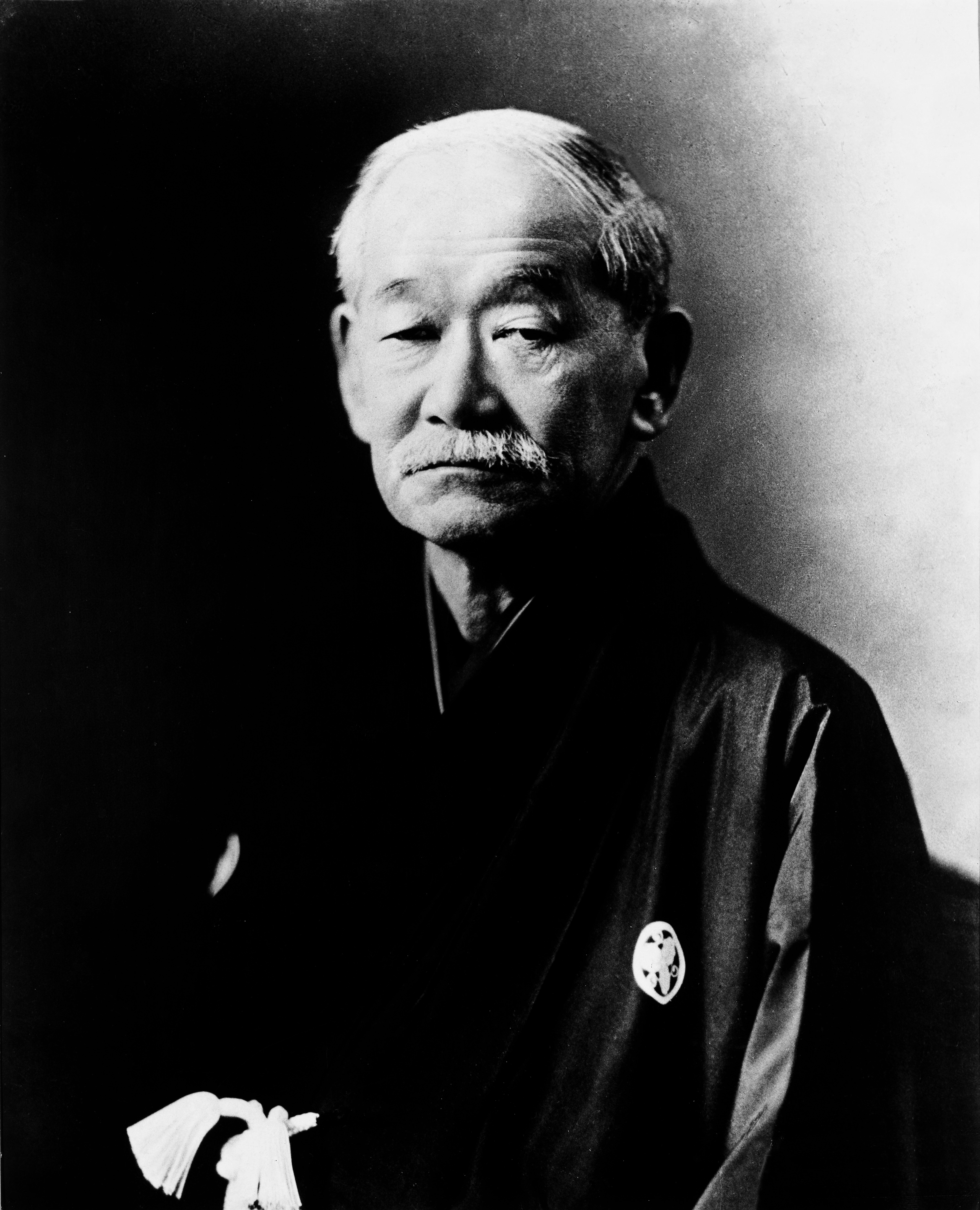
Jigorō Kanō, fondateur du judo.

Les deux caractères qui forment le mot signifient littéralement "né en premier".  En mandarin, le mot se lit Xiānshēng et signifie « Monsieur ». En coréen, on utilise Seonsaeng.

## Usages desensei

### Dans lesbudō
Dans les arts martiaux japonais, le terme « sensei » s'utilise à propos d'une personne qui a obtenu un titre d'enseignant. Par exemple, dans le kyūdō, le sensei a un titre de renshi (錬士, instructeur) décerné à l'issue d'un examen ; ce titre n'est pas en lien direct avec les grades (appelés dan), kyōshi (教士, professeur), hanshi (範士, maître).

### Dans lezen
Cette expression s'emploie aussi dans le zen Sōtō pour un maître : ce fut le cas pour Taisen Deshimaru, le moine zen qui introduisit l'enseignement du zazen en Europe à partir de la France en 1967.

## Image dusenseidans des œuvres de fiction

### Films
- Madadayo (Akira Kurosawa, 1993) : professeur Hyakken Uchida

### Livres
- Asakusa Kid (autobiographie de Takeshi Kitano) : l'acteur Senzaburo Fukami

### Manga
- Naruto (manga japonais de Masashi Kishimoto) : Kakashi, Gai Maito, Kurenaï, Asuma, etc.
- Berserk (manga japonais ; saison 2) : Guts et Isidro
- One Punch Man (manga japonais de One) : Saitama est le sensei de Genos.
- Ippo : Ippo et les autres boxeurs ont pour sensei Genji Kamogawa

### Productions européennes
- Le professeur Satō est l'exemple même du respectable et honorable sensei dans la bande dessinée Les Trois Formules du professeur Satō.
- Les membres du personnel de l'école (professeurs et principal) sont fréquemment appelés sensei dans la série d'animation Shuriken School.